# Odesszai nemzetközi repülőtér
Az Odesszai nemzetközi repülőtér (IATA: ODS, ICAO: UKOO) Ukrajna egyik nemzetközi repülőtere, amely Odessza közelében található. Éves utasforgalma 1 228 102 fő (2017).

## Futópályák
A repülőtér futópályái:
- 07/25
- 16/34

## Forgalom
Az utasforgalom az elmúlt években az alábbi módon változott:
| Utasok száma | 502 000 | 1 239 000 | 132 000 | 343 000 | 787 000 | 707 100 | 1 069 100 | 1 033 560 | 1 446 521 | 1 328 326 |
|              | 1965    | 1980      | 2002    | 2005    | 2008    | 2010    | 2013      | 2016      | 2018      | 2021      |